# دستمال یزدی
دستمال یزدی قطعه پارچه‌ای است به ابعاد تقریبی ۱۲۰ در ۱۴۰ سانتیمتر که نوع اصیل آن از نخ‌های الوان از جنس ابریشم بافته می‌شود. در دستمال یزدی اصیل، الیاف ابریشم طبیعی به صورت سنتی با رنگ‌های طبیعی رنگ آمیزی شده و سپس بافته می‌شوند. دستمال یزدی از صنایع دستی شهر یزد محسوب می‌شود. امروزه دستمال‌هایی از جنس ابریشم مصنوعی نیز با نام دستمال یزدی به بازار عرضه می‌شوند. بیشترین میزان مخاطب دستمال یزدی در کشورهای جنوب خلیج فارس قرار دارد.

## کاربرد
بخشی از معروفیت دستمال یزدی، به استعمال آن توسط جاهلان بازمی‌گردد. در گذشته جاهلان با حرکت دادن مخصوص آن، صدایی از دستمال خارج می‌کرده‌اند که گاه موجب متواری شدن اهالی می‌شده‌است.
کاربرد دستمال یزدی، در گذشته بیش از روسری عشایر و دستمال جیبی بود. لباس‌های زنانه مرغوب یزدی، با این دستمال که زمانی پارچه بود، دوخته می‌شد.
معروف‌ترین دستمال یزدی، عشایری، ابریشمی، مرسریزه، است
علاوه بر این، دستمال یزدی دارای کاربردهای دیگری نیز بوده‌است. گاه از دستمال یزدی به عنوان وسیله بسته‌بندی و جابجایی خرید روزانه و وسایل حمام استفاده می‌شده‌است. گاه برای عرقچینی، گاه به عنوان سفره و گاه به عنوان روسری و حتی لباس زنان؛ بنابراین علاوه بر جاهلان، مردم عادی نیز از دستمال یزدی استفاده روزانه می‌نمودند. امروزه نیز از این دستمال برای شستشوی خودرو استفاده می‌شود.

## تنوع
دستمال یزدی در چند رنگ محدود عرضه می‌شود. رنگ قرمز و مشکی آن مناسب جاهلان بوده‌است. سایر رنگ‌ها از جمله سبز، پوست ماری و نقره‌ای کاربرد عمومی تری داشته‌است. معروف‌ترین انواع دستمال یزدی انواع مرسریزه، عشایری و ابریشمی می‌باشند.